# Sapromyza obsoleta
Sapromyza obsoleta är en tvåvingeart som beskrevs av Fallen 1820. Sapromyza obsoleta ingår i släktet Sapromyza och familjen lövflugor. Arten är reproducerande i Sverige. Inga underarter finns listade i Catalogue of Life.